# Xã Weller, Quận Henry, Illinois
Xã Weller (tiếng Anh: Weller Township) là một xã thuộc quận Henry, tiểu bang Illinois, Hoa Kỳ. Năm 2010, dân số của xã này là 422 người.